# Мэлоун-Уоллес, Мейсел
Мейсел Мэлоун-Уоллес (англ. Maicel Malone-Wallace; род. 12 июня 1969, Индианаполис) — американская легкоатлетка, специализирующаяся в спринте, олимпийская чемпионка 1996 года, чемпионка мира.

## Биография
В эстафетной дисциплине Мэлоун-Уоллес была самой успешной. Вместе с Рошель Стивенс, Ким Грэм и Джерлом Майлзом Кларком выиграла золотую медаль на Олимпийских играх 1996 года в Атланте в 3:20,91 минут перед командами Нигерии и Германии.
Ещё в 1993 году она выиграла золотую медаль на чемпионатах мира, в Штутгарте — вместе с Гвен Торренс, Наташей Кайзер-Браун и Джерлом Майлзом Кларком — со счетом 3:16,71 мин. Кроме того, Малоун-Уоллес выиграл серебряные медали эстафеты на чемпионатах мира 1997 года — вместе с Ким Грэм, Ким Баттен и Джерлом Майлзом Кларком — а также на чемпионатах мира 1999 года в команде с Сюзианн Рид, Мишель Коллинз и снова Джерлом Майлзом Кларком.
В 1991 году на Универсиаде Мэлоун-Уоллес завоевала золотые медали в беге на 400 метров, а также в эстафете. Также она завоевала эстафетное золото на Панамериканских играх 1991 года.
В 1991 году установила американский крытый рекорд в эстафете 4 на 400 метров.